# مانکی دی.لوفی
مانکی دی. لوفی (به ژاپنی:モンキー・D・ルフィ) که به عنوان "لوفی کلاه حصیری" نیز شناخته می‌شود، یک شخصیت خیالی از مجموعه مانگا و انیمه وان پیس است که توسط ائیچیرو اودا برای اولین بار در سال ۱۹۹۷ خلق شد.
او کاپیتان دزدان دریایی کلاه حصیری است و رؤیای تبدیل شدن به یک دزد دریایی را از دوران کودکی در سر می‌پروراند. لوفی در سن هفده سالگی سفر دریایی خود را از دریای آبی شرق به سمت گرند لاین برای پیدا کردن گنجی افسانه ای به نام «یک تکه» (One piece) شروع کرد تا با پیدا کردن آن به عنوان پادشاه دزدان دریایی جانشین «گل دی. راجر» شود. در طی این سفر، او پا چندین هماورد مبارزه می‌کند و با کمک کردن به ساکنان یک جزیره، دوستانی را پیدا می‌کند. او از بدن لاستیکی خود برای دفاع و حمله استفاده می‌کند که طیف وسیعی از تکنیک‌ها و ضربات را شامل می‌شود. ضربه معروف او گومو گومونو پیستول است که از راه دور مشت خود را پرتاب می‌کند.

## طراحی و ایجاد
هنگامی که اودا طراحی لوفی را در نظر داشت، تلاش کرد تا مردانگی را طوری در او توصیف کند که در مجموعه مانگاهای دراگون بال اثر آکیرا توریاما به تصویر کشیده شده بود.او ابتدا نمی‌دانست که (luffing) در زبان انگلیسی به معنای "هدایت بادبان" است و این کلمه به دریانوردی مرتبط است و به‌صورت تصادفی او را "Luffy" نامید زیرا این نام در نظرش مناسب شخصیت او بود. اودا در نمونه اولیه (طلوع عاشقانه) سبک هنری و عناصر داستان را قبل از انتشار محصول نهایی یک سال بعد به عنوان فصل اول مجموعه مانگاهای One Piece اصلاح کرد. در نسخه دوم (طلوع عاشقانه)، لوفی شبیه طراحی وی پیش از اصلاح اودا بود. پس از ساخته شدن نمونه اولیه One Piece، اودا با نوبوهیرو واتسوکی، کسی که اودا زمانی در کارگاه هنری وی شاگرد او بود، تماس گرفت و طراحی لوفی را با او مطرح کرد. واتسوکی از شخصیت پردازی لوفی راضی بود و به اودا توصیه کرد که او را برای مجموعه مانگاهای اصلی تغییر دهد تا لوفی بیشتر از قبل خودمختار و خودسر بنظر برسد. اودا جلوه‌های لاستیکی بدن لوفی را به مانگا اضافه کرد، زیرا می‌دانست مخاطبان آن را می‌پسندد و سعی کرد شخصیت را ساده طراحی کند.

## شخصیت
لوفی معمولاً با کلاه حصیری خود که به عنوان هدیه از شنکس دریافت کرده‌است، شناخته می‌شود است. او در اوایل کودکی با پیراهن سفید و شورت آبی به تصویر کشیده شده‌است. او برای اثبات وفاداری و شجاعت خود به شنکس و خدمه وی، زیر چشم چپ خود را با چاقو زخم می‌کند، از این رو همواره یک زخم زیر چشم چپ او است. او بعداً یک جلیقه قرمز، شورت جین و صندل به تن دارد. اودا لوفی را به عنوان یک شخصیت بی خیال، خوش شانس، خوش قلب و بامزه با جاه طلبی و اشتهای زیاد برای تبدیل شدن به پادشاه دزدان دریایی به تصویر کشید. لوفی درک بیشتری از آنچه دیگر شخصیت‌ها انتظار دارند نشان می‌دهد. او با آگاهی از خطر پیش رو، حاضر است جان خود را به خطر بیندازد تا پادشاه دزدان دریایی شود و از خدمه خود محافظت کند. برخلاف تصورات، او کاپیتانی زیرک، باهوش شجاع است که هرگز خود یا خدمه اش را در معرض خطر قرار نمی‌دهد. او در ابتدا سریال می‌گوید حداقل به ده نفر نیاز دارد تا خدمه خود را تشکیل دهد. خدمه او عبارتند از رورونوا زورو(نائب کاپیتان)، وینسموک سانجی (آشپز کشتی)، نامی (هدایتگر و دریانورد)، اوسوپ (تک تیر انداز)، تونی تونی چوپار(دکتر کشتی)، نیکو روبین (باستان شناس کشتی)، فرانکی(تعمیرکار کشتی)،بروک(نوازنده) و جینبه (سکاندار). لوفی به ندرت به عواقب اعمال خود می‌اندیشد و کاری را که در لحظه احساس می‌کند درست است انجام می‌دهد. او یک کاپیتان بسیار وفادار است که حاضر است جان خود را برای رفاه خدمه خود به خطر بیندازد.